# Markeslev
Markeslev er en landsby på Nordvestsjælland med 388 indbyggere  (2024), beliggende i Hørby Sogn. Landsbyen ligger i Holbæk Kommune og hører til Region Sjælland.
Markeslev befinder sig på Tuse Næs ved Holbæk. Mens den oprindelige landsby var bygget op omkring Hørbygaard og Hørby Kirke ved Tuse Næs Vej, blev landsbyen fra udskiftningen i slutningen af 1700-tallet flyttet fra sin oprindelige placering og ca. 1,5 kilometer mod sydøst til området omkring Hørby Havn, der dengang hed Hørby Ladeplads.
Fra Markeslev var der færgedrift til Holbæk indtil 1972 og i tilknytning til havnen opstod den fortsat eksisterende Hørby Færgekro.